# Perle di vetro

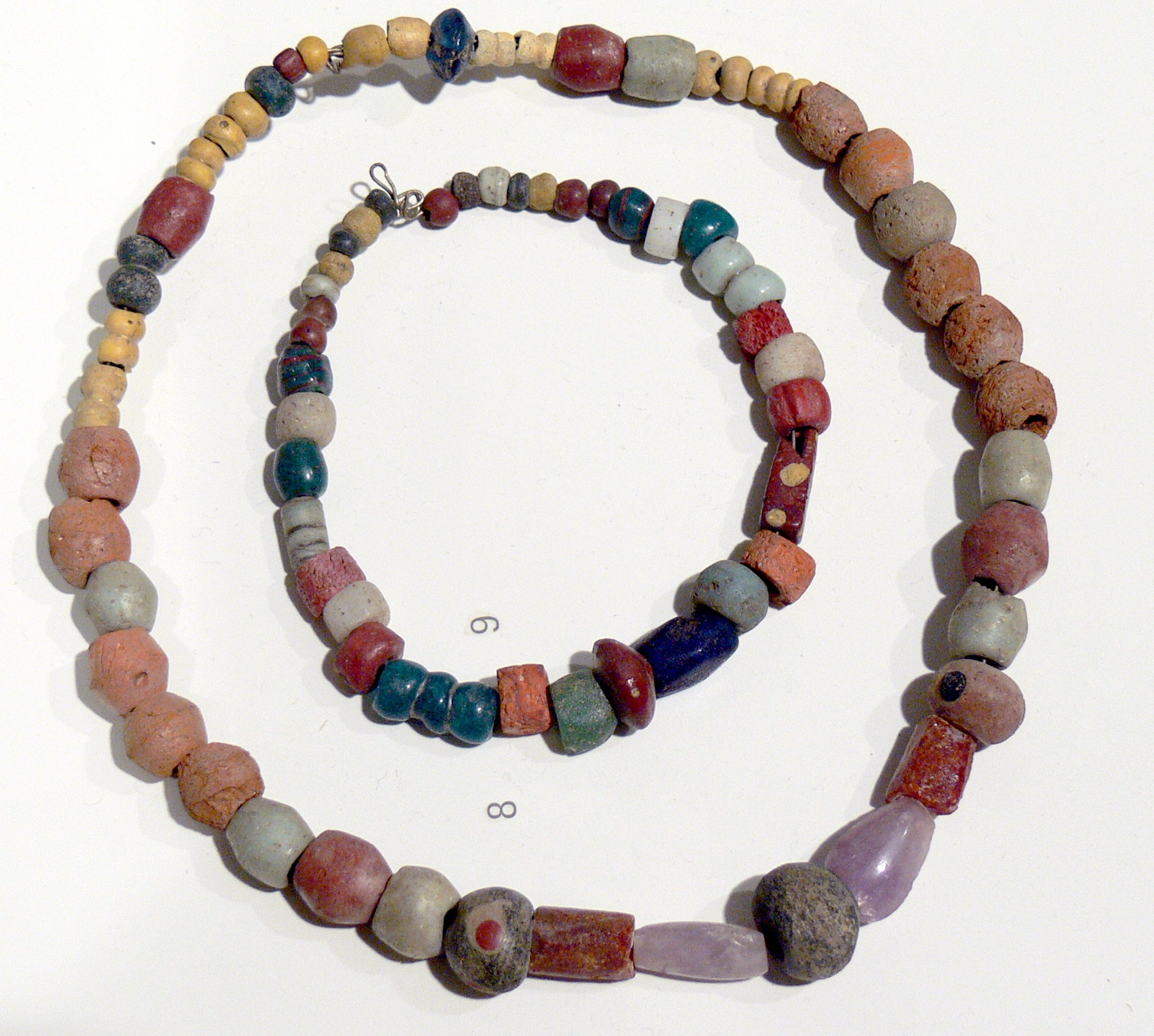
Bracciali merovingi in perle vitree, Museo archeologico di Gunzenhausen

Con perle di vetro si indicano i primi manufatti realizzati con il vetro nell'antichità, secondo una tecnica artigianale. Nei secoli, questa tecnica è stata ripresa per la realizzazione di monili e oggetti preziosi, e ancora oggi sopravvive per esempio nella tradizione artigiana veneziana, in cui le perle di vetro prendono il nome di perle veneziane, e in molti oggetti ornamentali di diversa fattura artigianale, come quelli ottenuti con perline di vetro dicroico.

## Storia

### Nell'antichità
La scoperta del vetro è preceduta in Egitto da quella della fayence, nota sin dal 3000 a.C. Questa era usata dagli Egiziani per produrre manufatti che si avvicinano moltissimo alle perle di vetro. La tecnica consisteva nel ricoprire con un amalgama vetrificato (o rivestimento vetroso) azzurro verdastro sfere e altri piccoli oggetti di pietra (come scarabei) così che assomigliassero a pietre semipreziose (pietre dure). Si presume che la scoperta di questa colorazione avvenne per puro caso aggiungendo forse erroneamente alla pasta vitrea dell'ossido di rame.
Le perle di vetro sono la prima manifattura documentata del vetro che si abbia, risalente al II millennio a.C. e localizzabile in Egitto, dove fu impiegato nella produzione di stoviglie, altri utensili e monili, come bracciali, pendenti e perle o vaghi.
Uno dei più antichi manufatti ritrovati fino ad oggi definibile come perla di vetro risale a circa il 2000 a.C., ed è esposto all'Antikensammlung Berlin, l'Antiquarium di Berlino: esso consiste in una canna a mosaico attribuita alla XII dinastia egizia e molto simile alla murrina veneziana.
Affreschi ritrovati nella tomba di Beni Hasan provano che in quel tempo l'arte della soffiatura del vetro era conosciuta e fiorente. Una collana in perle di vetro della regina Hatshepsut ne attesta la fioritura tra il XIV e il XVI secolo a.C.
Tra la fine del II e l'inizio del I Millennio a.C. l'arte della lavorazione del vetro si estese anche nell'area del Mediterraneo centrale per opera dei traffici micenei prima e fenici poi. In Italia la più antica manifattura di perle di vetro è quella diFrattesina di Fratta Polesine, nell'antico Delta del Po, fiorita attorno all'XI sec.a.C.
In epoca tardo-romana Costantino I emanò delle leggi a favore dei vetrai, esentandoli dal pagamento dei tributi ed equiparandoli ai dottori, ai farmacisti e agli architetti. Fu così che anche in Italia si crearono i primi insediamenti di artigianato della lavorazione delle perle di vetro. Si pensa che il primo di questi siti sia stato fondato ad Aquileia antico porto romano importante per i traffici e gli scambi con l'Oriente.

### XV e XVI secolo
Da Aquileia la tradizione della lavorazione del vetro dovette giungere a Venezia, dove i più antichi manufatti risalgono al XV secolo.
Se per decreto, voluto nel 1291 per motivi tecnico-logistici, i prodotti vetrari della Serenissima erano lavorati solo a Murano, le perle invece erano veneziane e non muranesi. La disposizione che vietava le fornaci a Venezia non venne mai imposta ai produttori di perle, perché la mole del fuoco che producevano non costituiva alcun pericolo per la fragile città, così tutti i produttori di perle hanno avuto per secoli sede a Venezia.
Le perle prodotte a Venezia furono richieste in tutto il mondo, e per la loro notorietà assunsero il nome di perle veneziane: a partire dal XV secolo una enorme  quantità di perle furono esportate nelle colonie dell'Africa occidentale, delle Americhe e dell'India, dove non solo furono barattate, ma anche vendute a caro prezzo.
A partire dal 1600 i Veneziani impararono ed arricchirono ulteriormente le tecniche della lavorazione con la tecnica delle perle lavorate "al lume": le perle venivano lavorate alla fiamma di una lampada alimentata con grasso di balena, e un soffietto arricchiva la fiamma di ossigeno in modo che si potessero raggiungere temperature adatte alla fusione del materiale. 
Anche queste perle veneziane erano usate come "trade beads", perle di scambio.

### Dall'Ottocento ad oggi
Il periodo più importante per il commercio con le colonie è comunque compreso fra la fine dell'Ottocento e gli anni cinquanta del Novecento. Chi esportava questa enorme quantità di prodotti veneziani erano soprattutto alcune compagnie commerciali straniere.
La più importante è stata certamente la tedesca J.F.Sick che aprì i propri uffici a Cannaregio nel 1910. Il suo compito era quello di far produrre, raccogliere ed avviare alle colonie le "conterie", le "rosette" e le "perle a lume" e, fra queste, soprattutto il cosiddetto mosaico Africa. Nel 1921 alla Sick successe l'olandese Handelmaatchappeji che continuò il commercio delle perle veneziane, anche se questo, col passare del tempo, andava sempre più diminuendo. Nel 1963 la ditta olandese chiuse definitivamente l'attività. Il campionario della vecchia Sick venne ceduto al Tropenmuseum di Amsterdam, dove è tuttora custodito. Consta di 200 cartelle che contengono complessivamente 22.000 perle.
Tuttora, le perle veneziane sono un prodotto richiesto, sia per la varietà dei loro modelli, sia per i colori e le trasparenze che solamente il vetro può offrire.
Nel 2005 a Punyik Point, nello stato statunitense dell'Alaska, sono state trovate diverse perle veneziane in vetro di Murano. In tutto erano una decina di perline di vetro celesti, assieme ad alcuni residui di rame, che con ogni probabilità componevano degli orecchini. Attraverso l'esame del carbonio 14  le perline di vetro sono arrivate tra il 1440 e il 1480, ovvero qualche decennio prima che Cristoforo Colombo scoprisse l'America, nel 1492.

## Usi
Oltre all'uso primario di tipo estetico, nei paesi africani, fino ad una trentina di anni fa, le perle di vetro venivano adoperate come moneta ufficiale e facevano parte della dote nuziale; le perle veneziane erano apprezzate per la varietà di modelli e per i loro vivaci colori, caratteristiche che non avevano i prodotti locali, fatti di conchiglie, di ossa di animali o di legno. Veniva dato molto rilievo al valore scaramantico delle perle: ciò che andava bene portare in occasione di un funerale non andava altrettanto bene per un matrimonio o per una festa annuale.
La più ricercata fra tutte era comunque la "rosetta", che poteva essere portata solo dalle massime autorità locali, come re o alti dignitari: essa era considerata l'aristocratica delle perle. Con la "rosetta" si potevano comprare schiavi, attraversare territori proibiti e godere di altri privilegi.

## Tipologie di perle veneziane
Ma dove lavoravano a Venezia tutte le lavoratrici di perle, le "perlere"?
Venezia è divisa in sei sestieri (oltre alla Giudecca), che corrispondono ai quartieri delle altre città. Nel corso del Novecento, ma in parte anche nei secoli immediatamente precedenti, la massima concentrazione di perlere era nel sestiere di Cannaregio.
Le perlere lavoravano o in laboratori più o meno grandi o, nella maggioranza dei casi, in casa propria da sole.
Le perle in vetro possono essere piene o soffiate. A seconda della tecnica di lavorazione si possono suddividere in tre grandi categorie di base: la "conteria", la "rosetta" e le "perle a lume". 
"Conteria" e "rosetta" sono delle perle da canna, ottenute cioè da canne precedentemente preparate. Le "perle a lume" sono invece create una ad una avvolgendo del vetro rammollito al calore di un piccolo bruciatore (lume) attorno ad un tondino di ferro opportunamente preparato e rifinendole in una varietà di modelli praticamente infinita, per cui possono essere arricchite con altri materiali come oro, smalti e avventurina.

### Perline di "conteria"
La loro origine risale al XV secolo. Si tratta di una lavorazione industriale. Dapprima vengono prodotte delle sottili canne monocromatiche che sono successivamente tagliate. Si ottengono così tanti minuti cilindretti che vengono arrotondati, al calore della fornace, all'interno di contenitori di metallo in movimento rotatorio. Alcune perline di conterie hanno una dimensione addirittura inferiore al millimetro. Sono usate per  ricami, per fare composizioni floreali mediante l'uso  di sottile filo di ferro, per collane e per piccole borse da sera.
Queste preziose perline anche se sfacciatamente copiate da aziende dell'est Europa e dalla Cina si possono trovare ancora di ottima qualità e di origine certa e certificata presso la ditta Costantini Glassbeads a Murano.

### Perla "rosetta"
La sua origine risale alla fine del Quattrocento. È stata  inventata da Marietta Barovier, figlia del famoso Angelo. La canna Rosetta presenta al suo interno un disegno a stella a dodici punte, dai colori bianco, rosso mattone e blu, che si protrae per tutta la lunghezza. Si tratta praticamente di una murrina forata. La canna viene tagliata in cilindri che vanno da un diametro di qualche mm. fino a tre, quattro cm. Questi cilindri  vengono molati successivamente in forma ovoidale, a botticella.

### Perle "a lume"

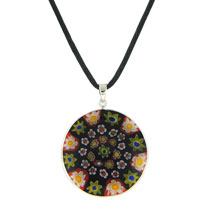
Ciondolo Millefiori

Sono le più giovani fra le perle veneziane, essendo state prodotte a partire dal 1600. A seconda delle varie tecniche di esecuzione, si possono raggruppare in alcune tipologie: perla s-cièta, millefiori, sommerso, fiorato. Ma il numero dei  modelli che si possono ottenere dall'uso contemporaneo di più tecniche è praticamente infinito.

La perla s-cièta è una perla di un unico colore, mentre la sua forma può andare dalla sfera all'ovoidale e a quanti altri modelli la fantasia può suggerire.

Perla  mosaico, detta anche millefiori: è ottenuta ricoprendo il leggero strato di vetro molle, che si trova attorno al ferro (anima), con tante sezioni di murrina, compattando mediante l'uso di semplici strumenti e rifinendo secondo il programma stabilito.
Sommerso: sopra un piccolo nucleo di vetro monocromatico viene posta della graniglia di vetro colorato, che viene successivamente ricoperta con altro vetro trasparente. Se al posto della graniglia viene fatta aderire della foglia d'oro o d'argento, si avrà il sommerso oro o il sommerso argento.
Fiorato: sopra la solita pallina iniziale viene fatta aderire una fettuccia piatta di avventurina, mentre sulle estremità della perla vengono formati dei decori con dei fili, ugualmente di avventurina (vette). L'operazione viene completata con dei puntini colorati, rappresentanti dei fiorellini.

## Influenza culturale
Hermann Hesse si è ispirato al gioco infantile delle biglie di vetro nella sua opera del 1943 Il gioco delle perle di vetro.